# 타잔 (1932년 영화)
타잔 - 조니 웨이스뮬러 편 1(Tarzan The Ape Man)은 미국에서 제작된 W.S. 밴 다이크 감독의 1932년 영화이다. 조니 와이즈뮬러 등이 주연으로 출연하였고 어빙 탈버그 등이 제작에 참여하였다.

## 출연

### 주연
- 조니 와이즈뮬러
- 모린 오설리반

### 조연
- 닐 해밀턴
- C. 오브리 스미스
- 도리스 로이드
- 포레스터 하비

## 제작진
- 각색: 시릴 험
- 원조: 에드거 라이스 버로스
- 미술: 세드릭 기븐스
- 음향감독: 더글러스 시어러